# 句
句（く、英: phrase）とは、1つ以上の語の組み合わせからなる文法単位である。複数の句を組み合わせることでできる節と、1つ以上の節を組み合わせることでできる文とは区別される。

## 概要
句は、1つ以上の語の組み合わせであり、必ず主要部と呼ばれる語を含まなければならない。例として、名詞句は必ず名詞に分類される語を含み、動詞句は必ず動詞に分類される語を含む。したがって、句は必ず主要部の語の品詞の性質を継承する (すなわち、形容詞句と名詞が組み合わさり形容詞句 (=述語) になることはなく、必ず名詞句となる)。句を作るための語の組み合わせはその語の性質により決まっており、例えば他動詞の「吸う」であれば、「何を吸うか」を表す目的語の名詞句があって初めて実用的な意味を成すことができる。これは、「吸う」という語は1つの名詞句と組み合わされることで動詞句を作ることを意味している。
- 「(主語は) たばこを吸う。」
- [動詞 吸う]
- [名詞句 [名詞 たばこ] を]
- [動詞句 [名詞句 たばこを] 吸う][注 4]

一方、動詞が自動詞の場合は、目的語をとらないためその動詞自体が句を構成する。
- 「(主語が) 泣く。」
- [動詞句 [動詞 泣く]][注 5]

このように、句とは語の次に大きい文法単位である。

## 種類
句には様々なタイプがあり、学校文法上では概ね名詞句、動詞句、前/後置詞句、形容詞句、副詞句などが主流である。なお、より専門的な言語学の統語論では、時制句や決定詞句などをはじめとした、無数の種類がある。
- 名詞句 (英: noun phrase、統語論: NP)

名詞を主要部とする句。主要部である名詞の特性を引き継ぎ、事・物・人などを指し示す。名詞句は、指示対象を詳述する語と名詞により構成され、原則動作や状態は表さないため、動作・状態を詳述する副詞句とでは構成できない。日本語は名詞の数 (すう) を英語のように区別しないため、「語」である名詞自体が名詞「句」となることも多い。
- 「太郎は [名詞句 コーヒーを] 飲んだ」、「Taro drank [名詞句 coffee]」 (語が単体で名詞句となる例)
- 「花子は [名詞句 その [名詞 パン] を] 食べた」、「Hanako ate [名詞句 the [名詞 bread]]」 (冠詞+名詞で名詞句となる例)
- 「[名詞句 [形容詞句 きれいな] [名詞 花]]」、「[名詞句 [形容詞句 beautiful] [名詞 flower]]」 (形容詞句+名詞で名詞句となる例)
- 「✗[名詞句 [副詞句 きれいに] [名詞 花]]」、「✗[名詞句 [副詞句 beautifully] [名詞 flower]]」 (副詞句+名詞で名詞句を作れない例)

- 動詞句 (英: verb phrase、統語論: VP)

動詞を主要部とする句。主要部である動詞の特性を引き継ぎ、動作や状態を表す。前述の通り、動詞は目的語をとらない自動詞と目的語をとる他動詞に区分されるため、動詞句自体も自動詞句と他動詞句のような下位区分を持つ。 
- 「太郎が [動詞句 [動詞 叫ぶ]]」、「Taro [動詞句 [動詞 shouts]]」 (自動詞が単体で動詞句となる例)
- 「花子は [動詞句 [名詞句 手紙を] [動詞 書いた]]」、「Hanako [動詞句 [動詞 wrote] [名詞句 a letter]]」 (他動詞+名詞句で動詞句となる例)
- 「[動詞句 [副詞句 速く] [動詞 走る]]」、「[動詞句 [動詞 run(s)] [副詞句 fast]]」 (動詞+副詞句で動詞句となる例)

- 接置詞句 (英: adpositional phrase)

名詞句と結びつき、場所・方向・手段などを表す。英語などの主要部先導型 (英: head-initial) 言語では前置詞句 (英: prepositional phrase、統語論: PP) となり、日本語などの主要部終端型 (英: head-final) 言語では後置詞句 (英: postpositional phrase、統語論: PP) となる。
- 「[後置詞句 [名詞句 学校] [後置詞 へ]] 行く」、「go [前置詞句 [前置詞 to] [名詞句 school]]」
- 「[後置詞句 [名詞句 ペン] [後置詞 で]] 書く」、「write [前置詞句 [前置詞 with] [名詞句 a pen]]」

- 形容詞句 (英: adjective phrase、統語論: AP)

形容詞を主要部とし、名詞句の性質・状態・心情等を表す。主語名詞句の述語として機能する場合と、任意の名詞句の修飾語として機能する場合の二種類がある。
- 「太郎は [形容詞句 [形容詞 忙しい]]」、「Taro is [形容詞句 [形容詞 busy]]」 (述語として機能する例)
- 「[形容詞句 [形容詞 良い]] 人」、「(a) [形容詞句 [形容詞 nice]] person」 (修飾語として機能する例)

- 副詞句 (英: adverb phrase、統語論: AdvP)

副詞を主要部とし、動作や状態を表す語句を修飾し意味を付け足す働きをもつ。よって、述語 (動詞句、形容詞句) や文を修飾するが、別の副詞句を修飾する場合もある。
- 「[副詞句 [副詞 とても]] [形容詞句 きれい]」、「[副詞句 [副詞 very]] [形容詞句 beautiful]」 (形容詞句を修飾する例)
- 「[副詞句 [副詞 おそらく]] [文 太郎は医者だ]」、「[副詞句 [副詞 Probably,]] [文 Taro is a doctor]」 (文を修飾する例)
- 「[副詞句 [副詞 非常に]] [副詞句 うるさく]」、「[副詞句 [副詞 very]] [副詞句 loudly]」 (別の副詞を修飾する例)